# سمندر کوهستانی آذربایجان
 سمندر کوهستانی آذربایجان (نام علمی: Neurergus crocatus) نام یک گونه از راسته سمندر است.